# Jeff Burton

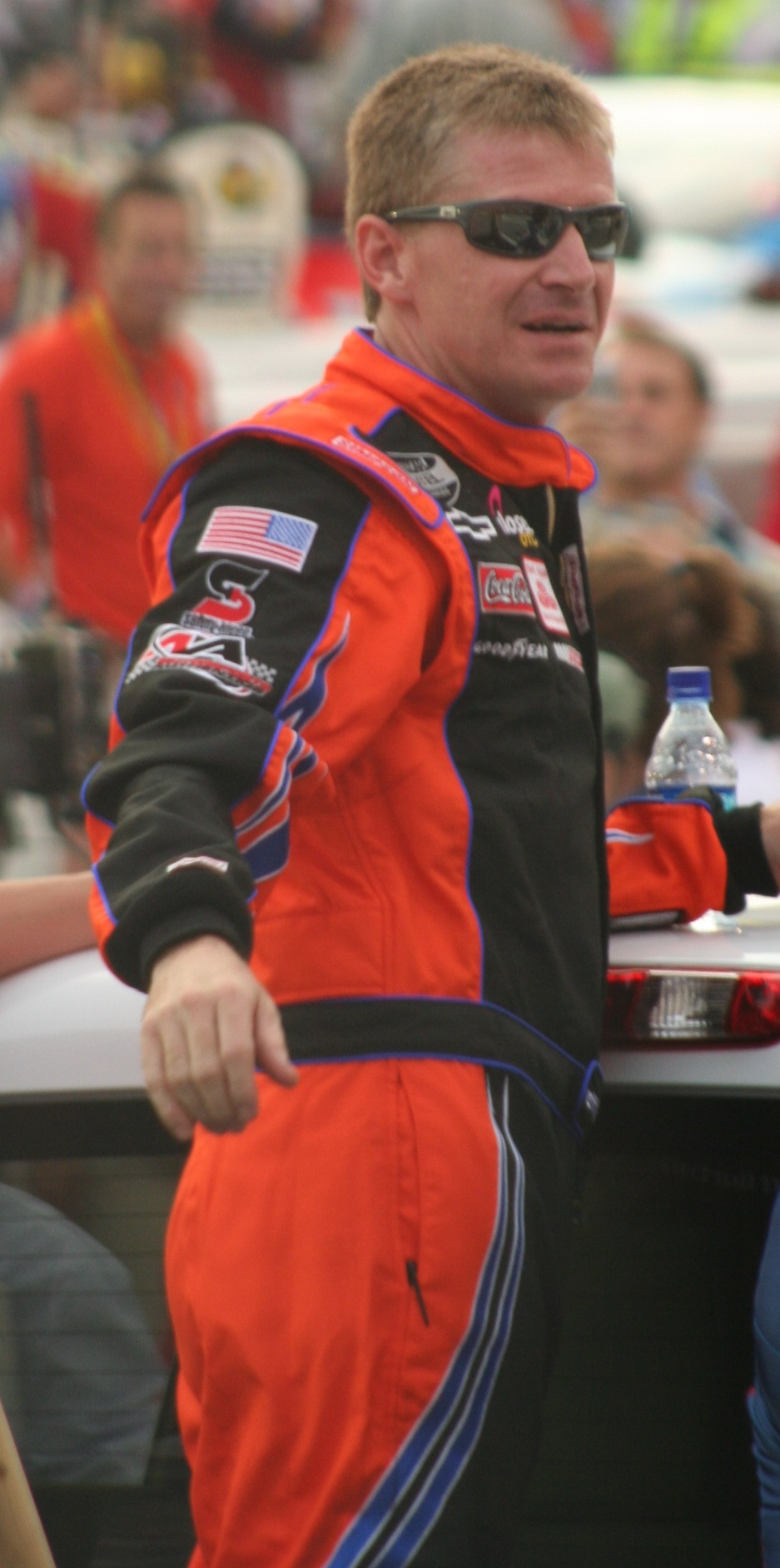
Jeff Burton.

Jeffrey Brian Burton, más conocido como Jeff Burton, (South Boston, Virginia, 29 de junio de 1967) es un piloto estadounidense de automovilismo que ha participado en las divisiones nacionales de la NASCAR. Desde 1989 hasta 1993 compitió en la NASCAR Nationwide Series, resultando noveno en 1992.
Burton debutó en la NASCAR Cup Series en 1993, donde ha participado regularmente desde 2004. Resultó tercero en 2000, cuarto en 1997 y quinto en 1998 y 1999. A diciembre de 2013 ganó 21 carreras, seis de ellas en 1999, y obtuvo 134 top 5. Compitió con un Ford de Roush desde 1996 hasta mediados de la temporada 2004, y con un Chevrolet de Richard Childress desde entonces hasta el 2013.
Desde 1996 hasta 2009, Burton también ha participado de manera parcial en la Nationwide, con un 15.º puesto en 2007 como mejor resultado final. En ese campeonato lleva registradas 27 victorias.
Asimismo, Burton participó en la International Race of Champions desde 1998 hasta 2001, resultando subcampeón en 1998.
En 2015, Burton se convirtió en comentarista en las transmisiones de televisión de la NASCAR en la cadena NBC.
Jeff es el hermano menor de Ward Burton, expiloto de NASCAR y ganador de las 500 millas de Daytona de 2002, y tío de Jeb Burton, piloto que compite en la NASCAR Truck Series.